# Santa Lucia (Verona)
Santa Lucia ist ein ehemaliges Dorf und jetziger Stadtteil von Verona. Historisch bedeutsam ist der Ort, da hier im Verlauf des ersten italienischen Unabhängigkeitskrieges eine Schlacht zwischen Piemontesen, unter Karl Albrecht, und Österreichern, unter Radetzky, stattfand. In der am 6. Mai 1848 stattfindenden Schlacht von Santa Lucia, erhielt der spätere Kaiser Franz Josef seine Feuertaufe.